# Transeuropska prometna mreža
Transeuropska prometna mreža (eng.: Trans-European Transport Network – TEN-T) planirana je mreža cesta, željeznica, zračnih luka i vodne infrastrukture u Europskoj uniji. Mreža TEN-T dio je šireg sustava transeuropskih mreža (TEN), uključujući telekomunikacijske mreže (eTEN) i predloženu energetsku mrežu (TEN-E ili Ten-Energy). Europska komisija usvojila je prve akcijske planove o transeuropskim mrežama 1990.
Mreža TEN-T predviđa koordiniranu izgradnju, proširenje i poboljšanje primarnih cesta, željeznica, unutarnjih plovnih putova, zračnih luka, morskih luka, luka na unutarnjim vodama i sustava upravljanja prometom, s ciljem razvoja integriranih i intermodalnih pravaca velikih brzina na velikim udaljenostima. Odluku o prihvaćanju TEN-T-a donijeli su Europski parlament i Europsko vijeće u srpnju 1996. Europska Unija radi na razvoju mreže koordiniranjem, izdavanjem smjernica i financiranjem mnogih aspekata ovog projekta.
Tim projektima tehnički i financijski upravlja Izvršna agencija za inovacije i mreže (INEA), koja je 31. prosinca 2013. zamijenila Izvršnu agenciju za transeuropsku prometnu mrežu (TEN-T EA). Deseti i najnoviji projekt, koridor Rajna-Dunav, najavljen je za financijsko razdoblje 2014. – 2020.

## Povijest
Smjernice za razvoj TEN-T-a usvojene su 23. srpnja 1996. odlukom br. 1692/96/EZ Europskoga parlamenta i Europskoga vijeća. U svibnju 2001., Europski parlament i Vijeće usvojili su odluku br. 1346/2001/EZ kojom su izmijenjene smjernice TEN-T u pogledu morskih luka, luka na unutarnjim vodama i intermodalnih terminala.
U travnju 2004. Europski parlament i Europsko vijeće usvojili su odluku br. 884/2004/EZ (dodanu na popis Odlukom br. 884/2004/EZ), kojom se mijenja odluka br. 1692/96/EZ o smjernicama za razvoj transeuropske prometne mreže. Ovom je odlukom došlo do važnih promjena politike izgradnje TEN-T-a, s namjerom da se ista prilagodi proširenju EU i posljedičnim promjenama u prometnim pravcima.
Evolucija TEN-T-a olakšana je prijedlogom iz 1994. kojim su se odredili prioritetni pravci unutar projekta.
U prosincu 2013. uredbom Europske Unije EU1315/2013 (eng.: TEN-T Guidelines), i EU1316/2013 (eng.: Connecting Europe Facility 1), mreža TEN-T podijeljena je na tri razine: sveobuhvatna mreža, jezgra mreže, a unutar nje devet koridora.
Dana 17. listopada 2013. definirano je devet koridora jezgre mreže (umjesto 30 prioritetnih projekata TENT-a). Ti su koridori:
1. Koridor Baltik–Jadran (Poljska–Češka/Slovačka–Austrija–Italija);
2. Koridor Sjeverno more–Baltik (Finska–Estonija–Latvija–Litva–Poljska–Njemačka–Nizozemska/Belgija);
3. Mediteranski koridor (Španjolska–Francuska–Sjeverna Italija–Slovenija–Hrvatska–Mađarska);
4. Koridor Istok/Istok–Sredozemno more (Njemačka–Češka–Austrija/Slovačka–Mađarska–Rumunjska–Bugarska–Grčka–Cipar);
5. Skandinavsko-mediteranski koridor (Finska–Švedska–Danska–Njemačka–Austrija–Italija);
6. Rajnsko-alpski koridor (Nizozemska/Belgija-Njemačka-Švicarska-Italija);
7. Atlantski koridor (ranije poznat kao koridor Lisabon–Strasbourg) (Portugal–Španjolska–Francuska);
8. Koridor Sjeverno more–Sredozemno more (Irska–Ujedinjeno Kraljevsto–Nizozemska–Belgija–Luksemburg–Marseille (Francuska),
9. Koridor Rajna–Dunav[10] (Njemačka–Austrija–Slovačka–Mađarska–Rumunjska s ogrankom Njemačka–Češka–Slovačka).

U srpnju 2021. uredbom EU2021/1153 (eng.: Connecting Europe Facility 2) prošireno je 9 koridora jezgre mreže, u nekim dijelovima značajno (primjerice Atlantski koridor, Koridor Sjeverno more-Baltik, Skandinavsko-mediteranski koridor), dok je koridor Sjeverno more-Mediteran smanjen zbog Brexita i neki su pravci preusmjereni na Irsku (Irska–Belgija-Nizozemska i Irska–Francuska).
U prosincu 2021., prijedlog Europske komisije za novom uredbom o smjernicama TEN-T (COM 2021/821) predlaže, između ostalog, ukidanje nekih grana koridora jezgre mreže (Istok–Sredozemlje, Sjeverno more–Sredozemlje) i integriranje u druge koridore (Rajna–Dunav i Rajnsko-alpski koridor), te stvaranje novih usklađenih koridora (Baltik–Crno–Egejsko more, Zapadni Balkan).

## Prometno spajanje s drugim zemljama
Godine 2017. odlučeno je da će se Transeuropske prometne mreže proširiti na Istočnu Europu i uključiti zemlje članice Istočnoga partnerstva. Širenje transeuropske prometne mreže na istok spojilo je, primjerice, Armeniju na TEN-T u veljači 2019.
Prema prijedlogu za 2021., veze će također voditi do Ujedinjenoga Kraljevstva, Švicarske, Južnog Sredozemlja, Turske i Zapadnoga Balkana.

## Jezgra mreže
Ovo je potpuni popis koridora jezgre mreže TEN-T.
| Hodnik | Ime                                 | Iz         | Preko                | Do         |
| ------ | ----------------------------------- | ---------- | -------------------- | ---------- |
| 1      | Baltičko-jadranski koridor          | Gdynia     | Beč                  | Ravenna    |
| 2      | Koridor Sjeverno more–Baltik        | Helsinki   | Varšava              | Antwerpen  |
| 3      | Mediteranski koridor                | Algeciras  | Lyon – Venecija      | Miškolc    |
| 4      | Koridor Istok/Istok–Sredozemlje     | Hamburg    | Budimpešta – Sofija  | Nikozija   |
| 5      | Skandinavsko-mediteranski koridor   | Helsinki   | Kopenhagen – München | Valletta   |
| 6      | Rajnsko-alpski koridor              | Genova     | Köln                 | Rotterdam  |
| 7      | Atlantski koridor                   | Lisabon    | Vitoria-Gazteiz      | Strasbourg |
| 8      | Koridor Sjeverno more – Sredozemlje | Dublin     | Cork – Le Havre      | Bruxelles  |
| 9      | Koridor Rajna–Dunav                 | Strasbourg | Budimpešta           | Constanța  |

## Financijski okvir
Financijska potpora za provedbu smjernica TEN-T proizlazi iz sljedećih pravila:
- Uredba (EZ) br. 2236/95[19] od 18. rujna 1995. sadrži opća pravila za dodjelu financijske pomoći Zajednice u području transeuropskih mreža.
- Uredba (EZ) br. 1655/1999[20] Europskoga parlamenta i Europskoga vijeća od 19. srpnja 1999. mijenja Uredbu (EZ) br. 2236/95.
- Uredba (EZ) br. 807/2004[21] Europskoga parlamenta i Europskoga vijeća od 21. travnja 2004. mijenja Uredbu Vijeća (EZ) br. 2236/95.
- Uredba (EZ) br. 680/2007[22] Europskoga parlamenta i Europskoga vijeća od 20. lipnja 2007. donosi opća pravila za dodjelu financijske pomoći Zajednice za transeuropske prometne i energetske mreže.

Općenito, projekte TEN-T uglavnom financiraju nacionalne vlade. Ostali izvori financiranja jesu fondovi Europske Unije (ERDF), kohezijski fondovi, proračun TEN-T-a), zajmovi međunarodnih financijskih institucija (primjerice Europske investicijske banke), te privatno financiranje.

## Popis prometnih mreža
Svaka vrsta pometa općenito ima svoju mrežu. Mreže Transeuropske prometne mreže jesu:
- Transeuropska cestovna mreža
- Transeuropska željeznička mreža, koja uključuje Transeuropsku mrežu brzih željeznica kao i Transeuropsku mrežu konvencionalnih željeznica
- Transeuropska mreža unutarnjih plovnih putova i unutarnjih luka
- Transeuropska mreža morskih luka
- "Pomorske autoceste" (dodano odlukom br. 884/2004/EZ[24])
- Transeuropska mreža zračnih luka
- Transeuropska mreža mješovitoga prometa
- Transeuropska mreža za upravljanje pomorskim prometom i informacijska mreža
- Transeuropska mreža upravljanja zračnim prometom, koja uključuje pojmove Jedinstvenoga europskog neba i SESAR-a
- Transeuropska mreža za georafsko pozicioniranje i navigaciju, koja uključuje i satelitski navigacijski sustav Galileo.

## Prethodni projekti
Na svom sastanku u Essenu 1994., Europsko vijeće odobrilo je popis od 14 "specifičnih" projekata TEN-T, koji je sastavila skupina kojom je predsjedao tadašnji potpredsjednik Komisije Henning Christophersen. Slijedeći preporuke predstavnika TEN-T grupe na visokoj razini Vana Mierta iz 2003., Komisija je sastavila popis od 30 prioritetnih projekata koji bi trebali biti pokrenuti prije 2010.

Ovih 30 prioritetnih projekata bili su:
1. Željeznički pravac Berlin–Verona/Milan–Bologna–Naples–Messina–Palermo
2. Željeznički pravac visoke brzine Pariz–Bruxelles–Koln–Amsterdam–London
3. Željeznički pravac visoke brzine Jugozapadne Europe
4. Željeznički pravac
5. Željeznički pravac Betuwe
6. Željeznički pravac Lyon-Trst-Divača/Koper-Divača-Ljubljana-Budimpešta-ukrajinska granica[26]
7. Cestovni pravac Igoumenitsa/Patras–Athens–Sofia–Budapest
8. Multimodalni pravac Portugal/Španjolska–ostatak Europe
9. Željeznički pravac visoke Cork–Dublin–Belfast–Stranraer
10. Zračna luka Milan Malpensa
11. Most Øresund
12. Željeznički i cestovni pravci Sjevernoga trokuta
13. Cestovni pravac Ujedinjeno Kraljevstvo/Irska/Beneluks
14. Glavni pravac zapadne obale
15. Satelitski navigacijski sustav Galileo
16. Teretni željeznički pravac Sines/Algeciras-Madrid-Paris
17. Magistrala za Europu (željeznički pravac Pariz–Strasbourg–Stuttgart–Beč–Bratislava
18. Riječni prometni pravac Rajna–Majna–Dunav
19. Željeznička interoperabilnost visoke brzine Iberskoga poluotoka
20. Željeznički pravac pojasa Fehmarn
21. "Pomorske autoceste"
22. Željeznički pravac Athena–Sofia–Budimpešta–Beč–Prag– Nurnberg/Dresden
23. Željeznički pravac Gdanjsk–Varšava–Brno/Bratislava–Beč
24. Željeznički pravac Lyon/Genova–Basel–Duisburg–Rotterdam/Antwerpen
25. Cestovni pravac Gdanjsk–Brno/Bratislava–Beč
26. Željeznički i cestovni pravac Irska/Ujedinjeno Kraljevstvo/kontinentalna Europa
27. Baltički željeznički pravac Varšava–Kaunas–Riga–Tallinn–Helsinki
28. Željeznica EuroCap na željezničkome pravcu Bruxelles–Luxembourg–Strasbourg
29. Željeznički pravac na Jonsko-jadranskome intermodalnom koridoru
30. Riječni prometni pravac Seine–Scheldt

Od 2019. nekoliko ih je dovršeno, primjerice br. 2, 5 i 11, ostali su u tijeku, primjerice br. 12 i 17, a neki nisu niti započeti, npr. br. 27.

## Srodne prometne mreže
Uz Transeuropsku prometnu mrežu, postoji sustav od deset tzv. paneuropskih koridora koji povezuju velika urbana središta i luke uglavnom u Srednjoj i Istočnoj Europi.
Europska mreža međunarodnih pravaca (tzv. "E-pravci") je sustav imenovanja glavnih cesta u Europi kojim upravlja Ekonomska komisija Ujedinjenih naroda za Europu. Ceste ove mreže označene su oznakom koja počinje sa slovom "E" (npr. "E1").